# 八尾市文化会館
八尾市文化会館（やおしぶんかかいかん）は、大阪府八尾市光町にある多目的ホール。 愛称は「プリズムホール」。

## 概要
地下2階、地上5階建ての多目的ホールで、プリズムのような外観がモチーフとなっている。
大ホール、小ホール、レセプションホールや会議室などの設備があり、コンサートや演劇、講演などに用いられている。また、アマチュア楽団である「八尾フィルハーモニー交響楽団」の拠点にもなっている。優良ホール100選にも選出。
老朽化による改修工事のため、2021年4月1日から休館し、2022年8月2日にリニューアルオープンする（同年7月30日・31日にオープニングイベントを実施）。
- 敷地面積： 4,689.69m2
- 建物面積： 3,830.50m2
- 構造：鉄骨鉄筋コンクリート造、鉄筋コンクリート造、一部鉄骨造
- 階数：地下2階、地上5階、塔屋1階

## 歴史
- 1986年（昭和61年）12月 - 起工[2]
- 1988年（昭和63年）8月 - 竣工[2]
- 1988年（昭和63年）11月 - 開館[2]